# Jakoroeda
Jakoroeda (Bulgaars: Якоруда) is een stad en een gemeente in de  Bulgaarse oblast Blagoëvgrad. Het is de hoofdplaats van de gelijknamige gemeente Jakoroeda. Op 31 december 2019 telt het stadje 5.175 inwoners, terwijl de gemeente Jakoroeda, samen met de zeven omliggende dorpen, zo'n 9.889 inwoners telt.
Jokoroeda heeft sinds 9 september 1964 een stadsstatus, daarvoor was het officieel nog een dorp. 

## Etymologie
De naam Jakoroeda is afkomstig uit het Turkse woord ‘Yukarı Oda’, hetgeen letterlijk vertaald ‘de bovenste kamer’ betekent.

## Geografie
Jakoroeda is een stad gelegen in het Rodopegebergte, langs de bovenloop van de rivier  Mesta. De stad Jakoroeda ligt op zo’n 30 kilometer afstand van de stad Velingrad.

## Bevolking
Tot 1954 bestond de gemeente Jakoeroeda alleen uit het dorp (tegenwoordig de stad) Jakoroeda. In de periode 1954-1955 werden een aantal onafhankelijke dorpen uitgeroepen die zich afscheidden van het dorp Babjak, waardoor er zeven dorpen onder het administratieve bestuur van de gemeente Jakoroeda kwamen te vallen. Sinds de 21ste eeuw heeft Jakoroeda te kampen met een bevolkingsafname. Er wonen voornamelijk  Bulgaarse moslims, ook wel bekend als Pomakken, maar ook veel  christelijke Bulgaren. 
| Jaar               | 1934  | 1946  | 1956  | 1965   | 1975   | 1985   | 1992   | 2001   | 2011   | 2019  |
| stad Jakoroeda     | 4.572 | 5.291 | 5.507 | 5.891  | 6.633  | 6.395  | 6.455  | 6.192  | 5.792  | 5.175 |
| gemeente Jakoroeda | 4.572 | 5.291 | 9.034 | 10.212 | 11.283 | 11.113 | 11.354 | 11.108 | 10.731 | 9.748 |

Van de 5.792 inwoners in de stad Jakoroeda waren er 788 jonger dan 15 jaar oud (14%), 4.061 inwoners waren tussen de 15-64 jaar oud (70%) en 943 inwoners van 65 jaar of ouder (16%).

### Religie
Volgens de volkstelling van 2011 behoort een meerderheid van de bevolking, in tegenstelling tot de rest van Bulgarije, tot de islam (77%).  De meeste van hen zijn Slavische moslims, ook wel Pomaken genoemd in de volksmond. Verder is ongeveer 18% lid van de Bulgaars-Orthodoxe Kerk, terwijl de rest van de bevolking geen religie heeft of niet gereageerd heeft op de optionele volkstelling.

## Nederzettingen
Op 31 december 2018 telde de gemeente Jakoroeda 9.889 inwoners, waarvan 5.239 in de stad Jakoroeda en 4.650 in zeven dorpen op het platteland. 
| Plaatsnaam         | Plaatsnaam (Cyrillisch) | Bevolking (31 december 2018) |
| ------------------ | ----------------------- | ---------------------------- |
| stad Jakoroeda     | град Якоруда            | 5.239                        |
| dorp Joeroekovo    | село Юруково            | 1.148                        |
| dorp Konarsko      | село Конарско           | 879                          |
| dorp Avramovo      | село Аврамово           | 692                          |
| dorp Bel Kamen     | село Бел камен          | 522                          |
| dorp Smolevo       | село Смолево            | 511                          |
| dorp Boentsevo     | село Бунцево            | 510                          |
| dorp Tsjerna Mesta | село Черна Места        | 388                          |
| gemeente Jakoroeda | -                       | 9.889                        |

## Galerij

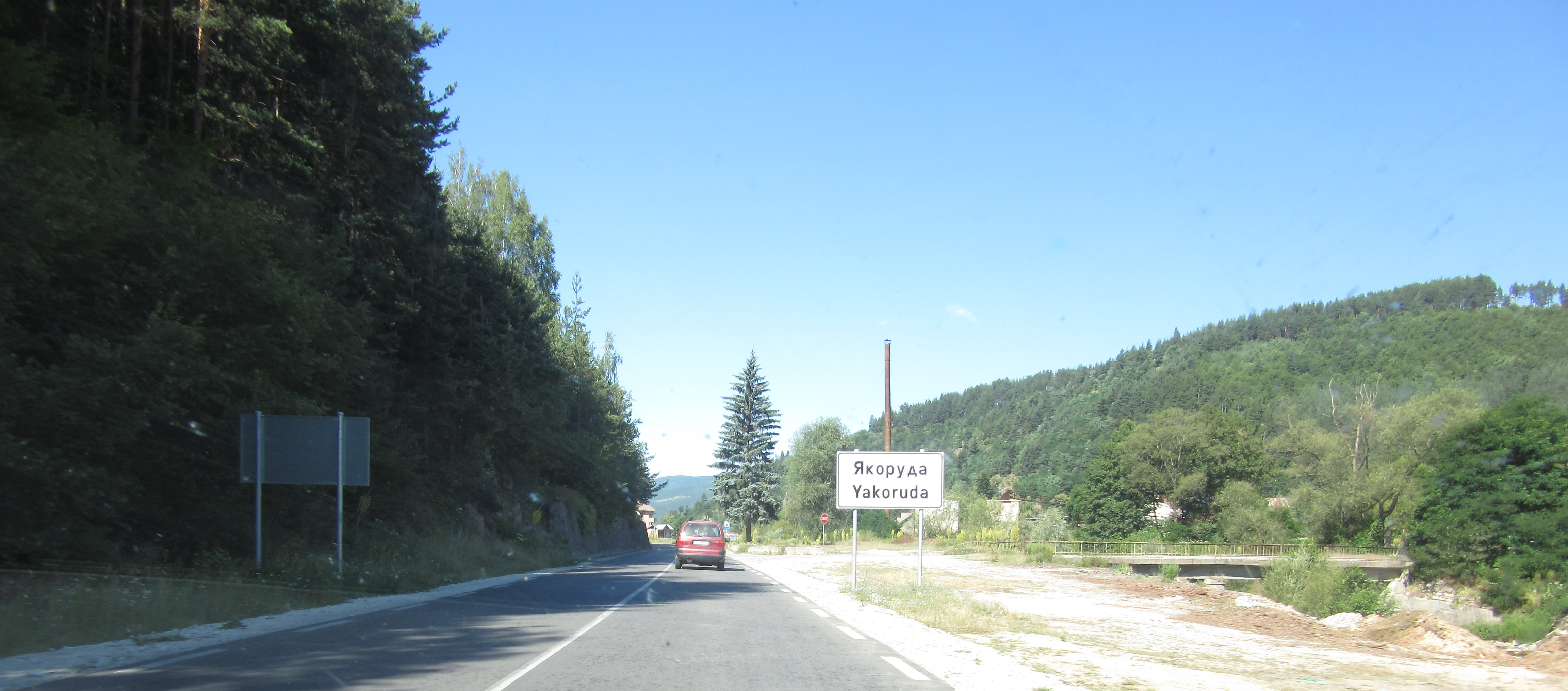
Toegang
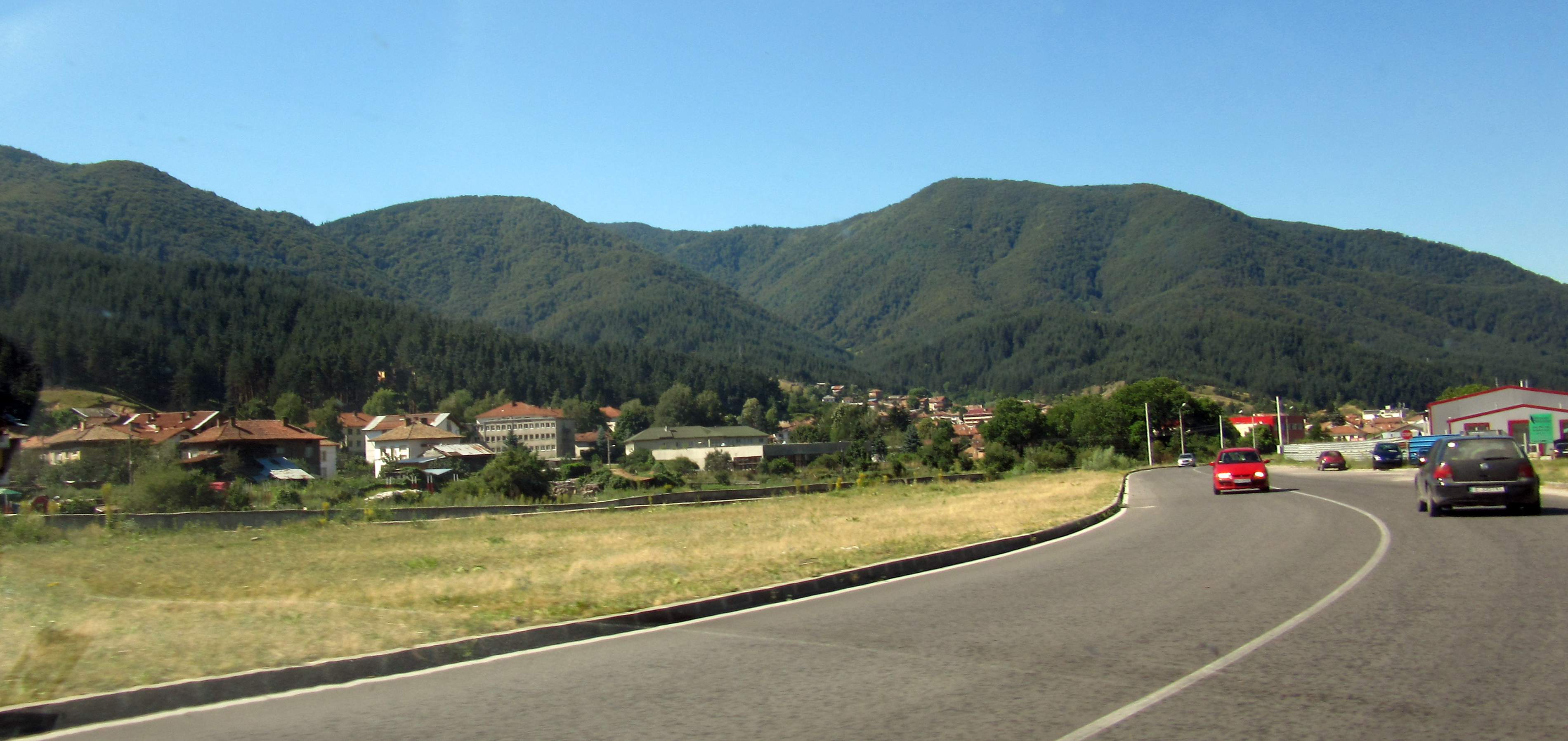
Uitzicht
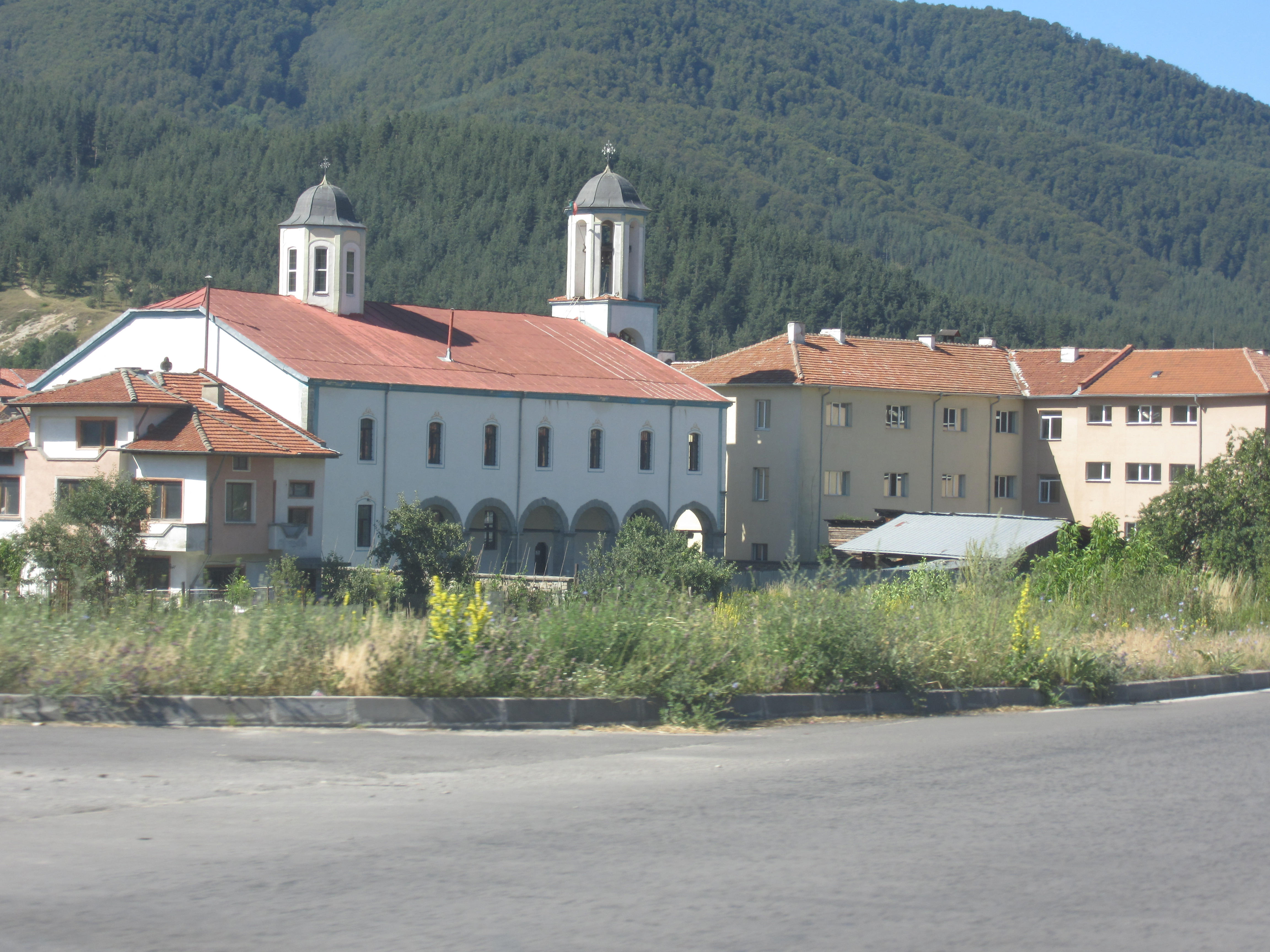
De kerk en de school
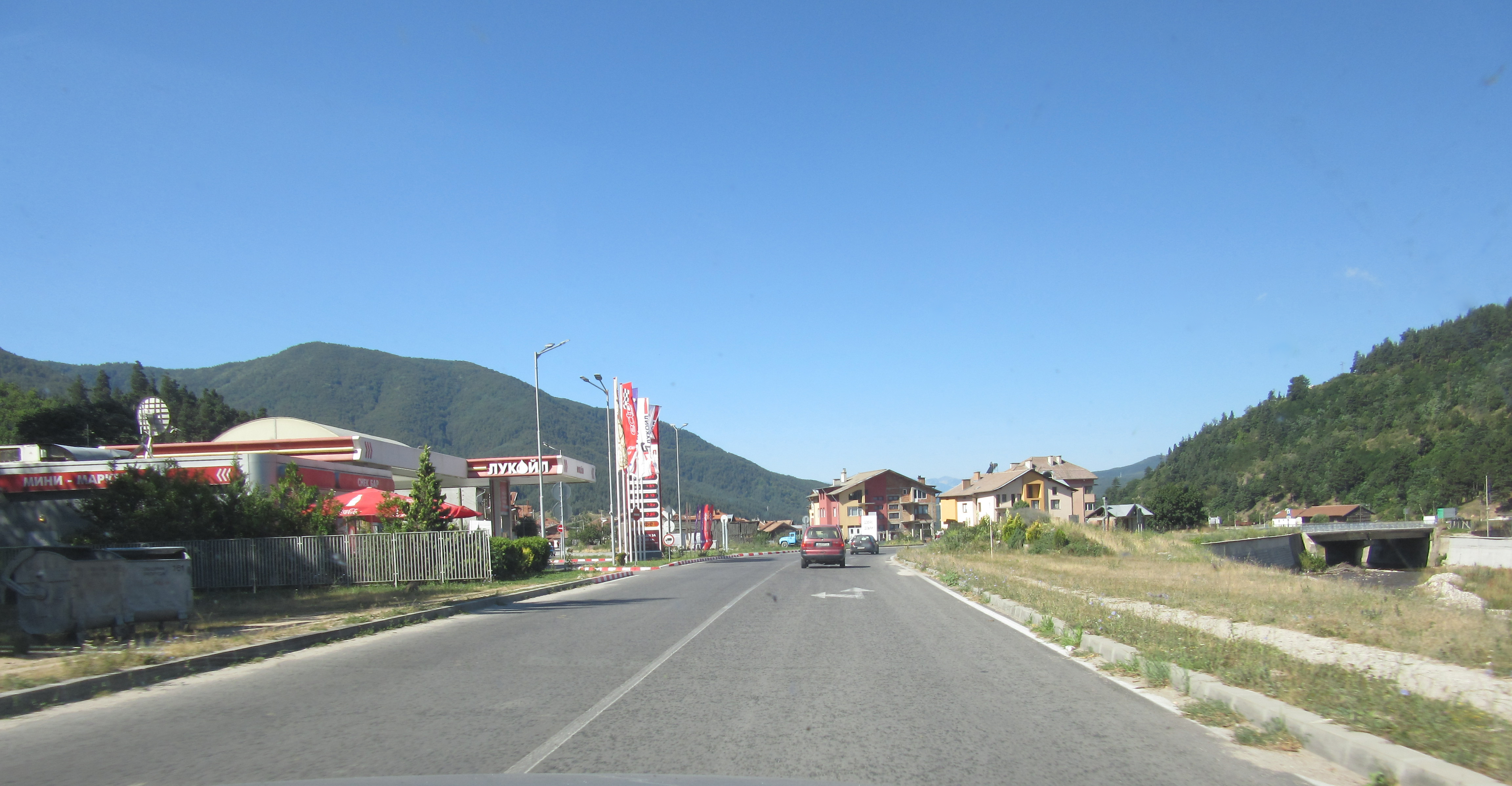
Het benzinestation